# Pubertet (målning)
Pubertet är en oljemålning av den norske konstnären Edvard Munch. 
Den har funnits i fyra versioner; den första från 1886 förstördes i en brand. Den andra och tredje versionerna är mycket lika och är från 1894–1895 samt utställda på Munchmuseet i Oslo respektive på Nasjonalmuseet for kunst, arkitektur og design i Oslo. Den fjärde innehåller mer färg, målades 1914–1916 och tillhör Munchmuseet. Därtill utförde Munch ett flertal litografier och träsnitt med samma motiv.
Målningen visar en naken flicka sittande på sängkanten. Med sina stirrande ögon och ihoppressade knän utstrålar hon ångest och rädsla. 